# Lubersac
Lubersac (okzitanisch Liberçac) ist eine französische Gemeinde im Département Corrèze in der Region Nouvelle-Aquitaine. Die Einwohner nennen sich Lubersacois, Mehrzahl Lubersacoises.

## Geografie
Die Gemeinde liegt am westlichen Rand des Zentralmassivs. Tulle, die Präfektur des Départements, liegt ungefähr 52 Kilometer südöstlich, Brive-la-Gaillarde etwa 43 Kilometer leicht südöstlich und Saint-Yrieix-la-Perche rund 23 Kilometer nordwestlich. Das Gemeindegebiet von der Auvézère, einem Nebenfluss der Isle, durchflossen.

### Nachbargemeinden
Nachbargemeinden von Lubersac sind Montgibaud im Norden. Benayes im Nordosten, Les Trois-Saints im Osten, Troche und Beyssac im Südosten, Arnac-Pompadour im Süden, Saint-Julien-le-Vendômois im Westen sowie Coussac-Bonneval im Nordwesten.

### Verkehr
Die Anschlussstelle 44 zur Autoroute A20 liegt etwa 13 Kilometer nordöstlich.

## Geschichte
Der Name Lubersac kommt aus gallo-römischer Zeit von Lupersacum und bezieht sich auf den Gründer des Anwesens und bedeutet Hof des Lupercus. Archäologische Funde wie Dachziegel, Putzreste und Geldstücke aus hadrianischer Zeit belegen eine Besiedlung im 1. und 2. Jahrhundert nach Christus. Mehrere Handelsstraßen der Antike durchzogen das Gemeindegebiet.
Um das Jahr 1000 errichteten die Herren von Lubersac ein aus Holz konstruiertes Schloss an dem Platz der heutigen Kirche. Die Familie von Lubersac war originär italienisch und stammte von einem Dogen der Republik Genua ab. Wie häufig spiegeln auch hier in Lubersac die Straßennamen die Privilegien der Herren, die Handwerkergilden und die Traditionen dieser Epoche wider:
- Rue du Colombier: das Privileg Tauben züchten zu dürfen
- Impasse des Fours Banaux: öffentlicher Backofen
- Pré du Vivier: Teichwiese (Fischzucht)

### Wappen
Beschreibung: Auf Rot ein laufender goldener Wolf.

## Bevölkerungsentwicklung
| Jahr      | 1962 | 1968 | 1975 | 1982 | 1990 | 1999 | 2008 | 2018 |
| Einwohner | 2513 | 2444 | 2395 | 2397 | 2248 | 2169 | 2279 | 2235 |

## Persönlichkeiten
- Joseph Souham (1760–1837), französischer General der Koalitionskriege, wurde in Lubersac geboren

## Sehenswürdigkeiten

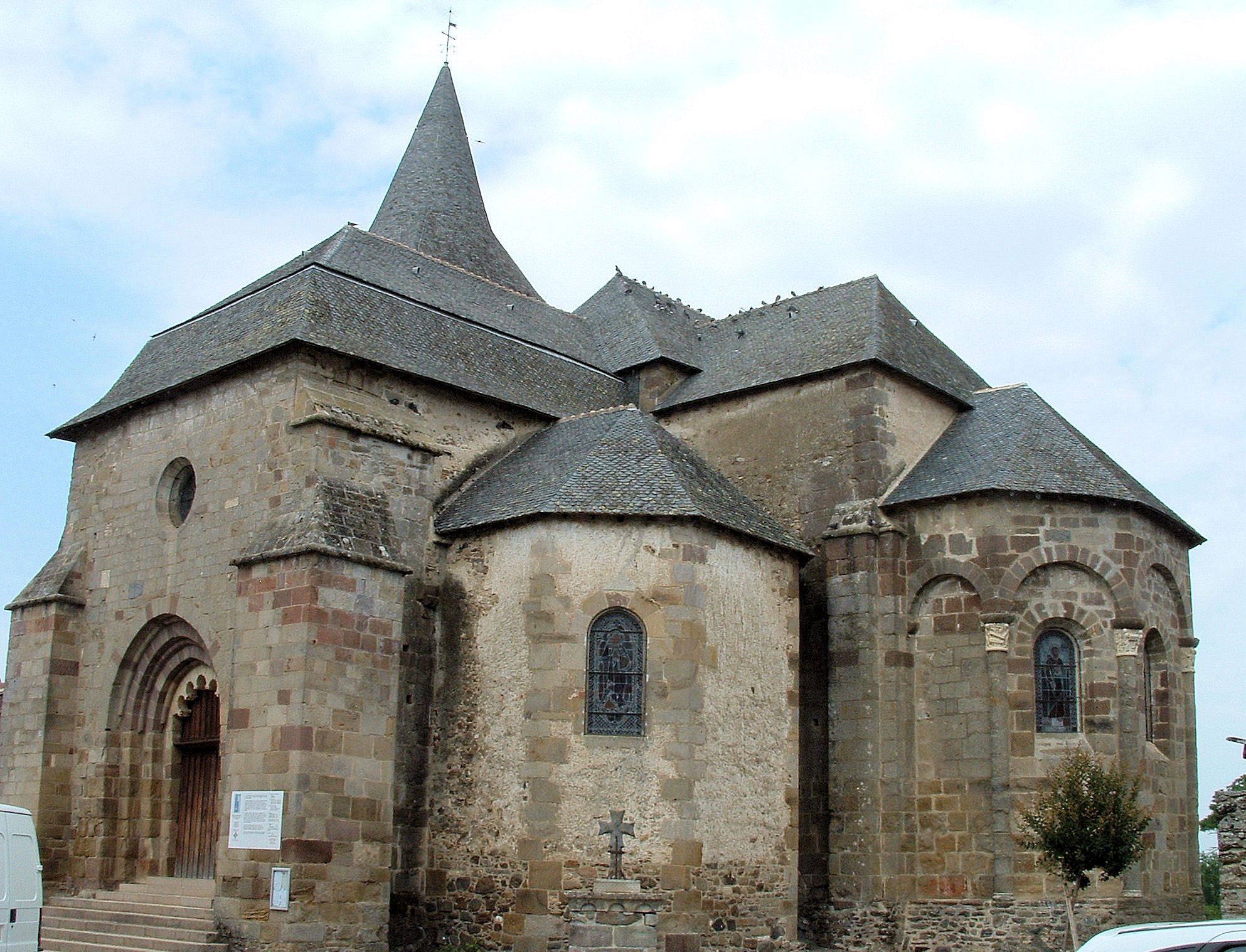
Kirche Saint Étienne

- Maison Renaissance, ein Profanbau aus dem 16. Jahrhundert, das heutige Tourismusbüro von Lubersac, ist seit dem 1. Dezember 2003 als Monument historique klassifiziert[1]
- Kirche Saint-Étienne, ein Sakralbau aus dem 11., 12. und 14. Jahrhundert, ist seit dem 22. Januar 1910 als Monument historique klassifiziert[2]
- Schloss Le Verdier, erbaut im 15. Jahrhundert, modernisiert durch Ernest de Lubersac im 19. Jahrhundert[3]